# 车田古庙
车田古庙，位于中国广东省阳江市阳春市双滘镇黄沙村委会，为阳春市文物保护单位，类型为古建筑，公布时间为1995年4月6日。
车田古庙的历史年代为清代。